# 菅野商会
菅野商会株式会社（かんのしょうかい）は、福島県福島市に本社を置く主に医薬品・医療機器の卸売りを扱う企業であった。
その後、東邦薬品グループ・未来創生グループの一社「アスカム」に合併されたのち、東邦薬品である。

## 沿革
- 1945年12月 5日 - 設立　代表取締役　社長　菅野祥四郎
- 1990年 9月 1日 －営業本部郡山へ移転
- 1998年 1月22日 －薬専部門を分離
- 2000年10月 1日 －合併しアスカム（その後、2010年10月をもって東邦薬品に吸収合併）となる

## 営業
- 福島市
- 郡山市
- いわき市
- 相馬市
- 若松市
- 仙台市（昭和47年6月設置）
- 米沢市
- 白河市

## 主な取引メーカー
- 三共
- 山之内製薬
- 中外製薬
- エーザイ
- 萬有製薬
- 台糖ファイザー
- 第一製薬
- 大塚製薬
- アース製薬
- 大鵬薬品工業
- 小林製薬
- 和光堂
- 明治製薬
- ツムラ
- 持田製薬
- 杏林製薬
- 三笠製薬
- ライオン
- 太幸薬品
- ロート製薬
- クロレラ工業
- ニチバン
- ケンエイ製薬
- 白十字
- 近江兄弟社
- 参天製薬